# 狭口駅
狭口駅（せばぐちえき）は、新潟県加茂市にあった蒲原鉄道（蒲原鉄道線）の駅。
読み方については後述の理由もあってせまぐちと表記される時期もあった。

## 歴史
- 1930年（昭和5年）7月22日：東加茂 - 村松間 (15.2 km) 延伸開業と同時に開業。
- 1985年（昭和60年）4月1日：加茂 - 村松間の廃線により廃駅となる。

## 駅構造
単式ホーム1面1線を有する地上駅。無人駅であった。

## その他
- 現役時代、私鉄の無人駅でありながら駅名が「狭い口（＝狭き門）」に「入る」ということから、受験生などの願掛け参りが多く、待合所には神棚が設置された[1]。加茂駅、村松駅、五泉駅等の有人駅で入場券が発売されていた。
- 廃線後もその駅の痕跡は今でも残っており、駅近くの小さなガーター橋、ホーム等が確認できる。

## 隣の駅
蒲原鉄道
蒲原鉄道線
駒岡駅 - 狭口駅 - 七谷駅